# Краб цигулар
Крабовете цигулари (Uca tangeri) са вид висши ракообразни от семейство Ocypodidae.
Таксонът е описан за пръв път от Жозеф Фортюне Теодор Ейду през 1835 година.